# Rahul Kohli
Rahul Kohli (Londra, 13 novembre 1985) è un attore e doppiatore britannico.
È principalmente noto per i suoi ruoli nella serie televisiva iZombie, nonché nella seconda stagione di The Haunting e nella miniserie TV Midnight Mass.

## Biografia
Entrambi i suoi genitori sono indiani, sebbene il padre sia cresciuto in Kenya e la madre in Thailandia.
Il primo ruolo di rilievo è stato quello del dottor Ravi Chakrabarti nella serie iZombie nel 2015: Kohli appare in tutti i 71 episodi della serie. Nel 2018 è stato tra i protagonisti del film Happy Anniversary.
Nel 2020 e nel 2021 ha collaborato col regista horror Mike Flanagan, ottenendo un ruolo nella serie antologica The Haunting e nella miniserie televisiva Midnight Mass.

## Filmografia

### Attore

#### Cinema
- The Vacancy, regia di Just – cortometraggio (2007)
- Alone Together, regia di Ibrahim Salawu – cortometraggio (2011)
- I'll Be Home Soon, regia di James Everett – cortometraggio (2014)
- Gangsters Gamblers Geezers, regia di Amar Adatia e Peter Peralta (2016)
- Happy Anniversary, regia di Jared Stern (2018)
- Next Exit, regia di Mali Elfman (2022)

#### Televisione
- Holby City – serie TV, 1 episodio (2012)
- iZombie – serie TV, 71 episodi (2015-2019)
- Supergirl – serie TV, 2 episodi (2017-2019)
- The Haunting – serie TV, 9 episodi (2020)
- Midnight Mass, regia di Mike Flanagan – miniserie TV, 7 puntate (2021)
- The Midnight Club – serie TV, episodio 1x05 (2022)
- La caduta della casa degli Usher (The Fall of the House of Usher) – miniserie TV, 8 episodi (2023)
- Morte e altri dettagli (Death and Other Details) – serie TV, 9 episodi (2024)
- L'estate dei segreti perduti (We Were Liars) – serie TV (2025)

### Doppiatore
- Red vs. Blue – webserie, 1 webisodio (2016)
- Harley Quinn – serie animata, 26 episodi (2019-2020)
- Fortnite – videogioco (2021)
- Twilight of the Gods - serie animata (2024)

## Doppiatori italiani
Nelle versioni in italiano delle opere in cui ha recitato, Rahul Kohli è stato doppiato da:
- Edoardo Stoppacciaro in iZombie, Midnight Mass, La caduta della casa degli Usher, Morte e altri dettagli
- Gianfranco Miranda in The Haunting, L'estate dei segreti perduti
- Alessio Cigliano in Supergirl